# Gliadorfina
Gliadorfina, gluteomorfina – organiczny związek chemiczny z grupy peptydów, który w organizmie ludzkim jest związkiem przejściowym w procesie trawienia gliadyny, prolaminy występującej w pszenicy i życie. Jest rozkładana przez enzymy trawienne na aminokwasy. Gliadorfina nie jest obecnie zaliczana do opioidów, ale jest prekursorem egzorfin glutenowych spośród których dwie (o oznaczeniu A5 i C5) mogą nie być całkowicie trawione i mogą być peptydami opioidowymi.
Przed 2015 związek ten zaliczany był do peptydów opioidowych. Przypuszczano, że nie jest całkowicie trawiony, przedostaje się do krwi i jest obecny w moczu. Hipoteza ta ma odzwierciedlenie w nazwie potocznej tego peptydu: gluteomorfina (gliadyna, prekursor gliadorfiny jest jednym ze składników glutenu).

## Hipoteza związku gliadorfiny z autyzmem
W związku z rzekomym wykryciem zwiększonej ilości gliadorfiny w moczu dzieci dotkniętych spektrum zaburzeń autystycznych spekulowano, że obecność tego peptydu we krwi ma związek z autyzmem i schizofrenią, przypisując mu działanie opioidowe. Hipotezy dotyczące związku pracy jelit z funkcjonowaniem mózgu i ich roli w etiopatiogenezie zaburzeń rozwojowych ze spektrum autyzmu formowane są począwszy od lat 90. XX wieku, jednakże sama teoria opioidowa została sformułowana już w 1979. Podobnie wątpliwości dotyczyły kazeiny i β-kazomorfiny; spekulowano, czy część zachowań u osób w spektrum autyzmu nie wynika z ich działania podobnego do tego w przypadku opioidów. W związku z tym proponowano diety eliminacyjne.
Opublikowane w 2015 roku badania sugerują, że u dzieci ze spektrum autyzmu współwystępują zaburzenia funkcjonowania układu pokarmowego. Problemy te nie są związane z obecnością konkretnych białek w diecie (np. gliadyny), ale mogą być spowodowane zaburzeniami wydzielania enzymów trawiennych (są to np. problemy z wypróżnianiem, bóle brzucha, wymioty). Eliminacja tych problemów, poprzez zastosowanie terapii enzymami może korzystnie wpływać na zachowanie pacjentów ze spektrum autyzmu.
Dostępne do 2017 przeglądy wskazują na brak pozytywnego wpływu eliminacji z diety glutenu i kazeiny na występowanie objawów osób ze spektrum autyzmu. Inni badacze przy opracowywaniu przeglądu badań z lat 2005–2015 wskazali na konieczność zastosowania większego rygoru metodologicznego i konieczność ostrożności w zalecaniu diety. Duży udział w szerzeniu tych zaleceń mają sami rodzice, którzy dostarczają dowodów anegdotycznych na korzyść eliminacji między innymi glutenu z diety ich dzieci w spektrum autyzmu. Kolejny przegląd, tym razem dotyczący sześciu badań z randomizacją (RCT; łącznie 214 pacjentów), również nie wykazał zasadności stosowania diety eliminującej gluten i kazeinę. Utrudnieniem dla badaczy był brak szczegółowych informacji o pacjentach.